# Ägir

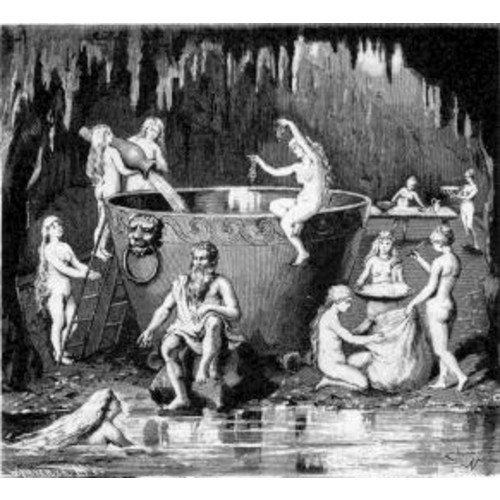
Ägir i jego córki

Ägir, Ægir (staroisl. „morze”) – w mitologii nordyckiej olbrzym mieszkający na (w) skale w cieśninie Kattegat. Był mężem bogini morza Ran, z którą miał dziewięć córek, uosabiających fale morskie, o imionach: Himinglefa, Blodughadda, Hefring, Dufa, Udr, Hronn, Bylgja, Bara i Kolga.
Wstęp do pieśni Połajanki Lokego opowiada, jak swego czasu Egir zajął się warzeniem piwa. Uwarzył wielki kocioł, w związku z czym wyprawił wielką ucztę, na której zjawili się bogowie. Przybyli do niego Odyn, Frigg, Sif, Bragi, Idunn, Njord, Skadi, Frey, Freya i Loki. Dostępne były popularne wśród Skandynawów piwo i miód, użyto naczyń z kryształu. Uczta udała się dobrze, goście chwalili służących Egira. Zdenerwowało to Lokego, który zabił jednego ze sług Gymira, Fimafenga. Został on przez to wygnany przez bogów, którzy wrócili do ucztowania. Tak niska kara za zabójstwo sługi Gymira przywodzi na myśl niewolnictwo, praktykowane przez Skandynawów od okresu podbojów wikingów. Loki powrócił jednak i przystąpił do rozmowy z innym służącym Egira, Eldirem, by dowiedzieć się, na jaki temat rozmawiają podczas jego nieobecności bogowie. Poinformowany przez sługę, ponownie udał się do Gymira na ucztę, na której wywołał awanturę. Uciekł dopiero, gdy u Egira pojawił się Thor.